# Melanephia endophaea
Melanephia endophaea är en fjärilsart som beskrevs av George Francis Hampson 1926. Melanephia endophaea ingår i släktet Melanephia och familjen nattflyn. Inga underarter finns listade i Catalogue of Life.